# Kool Savas
Kool Savas (* 10. února 1975) je německý hip-hopový muzikant. Narodil se v Cáchách, jeho občanské jméno je Savaş Yurderi, jeho rodiče pocházeli z Turecka, do Německa byli nuceni emigrovat kvůli politické příslušnosti jeho otce.

## Kariéra

### Počátky
Do povědomí německé hip-hopové scény se Kool Savas dostal v roce 2000, kdy vydal EP Warum rappst du? & King of Rap, poprask v německé hip-hopové scéně pak způsobily song Lutsch Mein Schwanz & Schwule Rapper. Už předtím vydal pod pseudonymem Julks svou demotape v roce 1997. V roce 2000 stihl ještě vydat dvě alba se svou novou Crew M.O.R. (Masters of Rap) Tyto tracky kolují po internetu v bootlegu pojmenovaném Raps sind unsere Waffe, který je v Německu zhruba tak legendární, jako jsou u nás demonahrávky PSH.

### Cesta na vrchol
Výrazným krokem dopředu byl odchod od labelu Put Da Needle To Da Records, potažmo od M.O.R. Tento odchod byl způsoben neshodami s hlavou tohoto labelu, Peterovi S. Důvody odchodu pak vyjádřil v tracku „Diss gegen Peter“. Poté se Kool Savas upsal Sony BMG, kde působí až dodnes (ostatně i díky Sony BMG si můžeme jeho alba koupit i v ČR).

### První sóloalbum
V roce 2001, po příchodu k Sony BMG, založil Kool Savas svoji vlastní nahrávací společnost – Optik Records. U té pak vydal svou první sólovou dlouhohrající desku s názvem Der beste Tag meines Lebens. Label Optik Records se pak postupně propracoval mezi německou elitu a v době své největší popularity čítal asi dvacítku umělců (např. Melbeatz, Ercandize, Caput, Franky Kubrick, či Savasův bratr Sinan).

### Éra Optik Records
Po zřízení vlastního vydavatelství a vydání debutového LP prudce stoupala savasova popularta. V roce 2004 už patřil mezi nejoblíbenější německé interprety. Nejprve vydal zremixovanou verzi alba Der beste Tag meines Lebens - Die beste Tage sind Gezählt a poté vydal labelsampler Optik Takeover 2oo4. Vrcholem byl pak beef (spor vedený v umělecké rovině) s Eko Freshem, který opustil jeho label (odešel ke konkurenčnímu Universalu), přičemž pro něj nahrál track „Die Abrechnung“ (Zúčtování), načež Kool Savas odpověděl dnes již téměř legendárním trackem Der Urteil (Rozsudek). Track byl volně ke stažení na internetu a hned první den si ho stáhlo asi 150 000 lidí, což způsobilo totální kolaps serveru (Mzee.com), kde byl track umístěn. Zároveň to byl první song který dokázal 20× za sebou zvítězit v každodenní hitparádě MTV, která se jmenuje TRL a získal tak Zlatou desku "TRL Charts".
V roce 2005 Vychází mixtape Die John Bello Story, kde najdeme i onen song Der Urteil.
Na konci roku pak vydal album spolu s Azadem - One. Z něho pocházejí komerčně úspěšné singly jako All 4 One či Guck My Man.
Rok 2006 byl pro Kool Savase ve znamení samplerů, nejprve vydal sampler Optik Takeover '06. V průběhu roku založil ve Švýcarsku sublabel Optik Schweiz, na kterém vyšel sampler Wer hatz erfunden? (Kdo to vymyslel?). V hitparádách pak bodovaly soingly Das Ist OR!, Komm Mit Mir a Wie Er.
V roce 2007 Kool Savas si pro své fanoušky připravil mixtape No Money?, No Problem, který byl zadarmo ke stažení. A hlavně také druhé sólové album s názvem Tot oder lebendig (Živý nebo mrtvý). Album promoval singl Der Beweis (Důkaz). Zajímavostí je, že k tomuto songu byly natočeny hned dva videoklipy, první a oficiální verze je k dostání v bonusové verzi alba Tot oder lebendig. Druhá, neoficiální verze, byla natočená na Ukrajině nedaleko Černobylu. Z alba pocházejí ještě další tři úspěšné singly - Tot oder lebendig, Melodie a On Top.
V létě 2008 Kool Savas vydal svoji best-of kompilaci tvořenou dvěma CD, které obsahovaly chronologický průřez jeho kariérou, ale i pár nových tracků.
A na podzim téhož roku Kool Savas vydal druhé pokračování mixtapu Die John Bello Story, ke kterému bylo na začátku roku 2009 natočeno technologicky zajímavé video na track Brainwash, kde hostovali rappeři Kaas & Sizzlac. V souvislosti s tímto trackem pak v dubnu vyšel mixtape Die John Bello Story Vol.II - Brainwash Editon. Součástí těchto mixtapů byly také DVD s videoklipy a bonusovými materiály.
Mezitím ještě stihnul Kool Savas připravit další „bokovku“ v podobě ruského sublabelu Optik Russia. Stejně jako v Optik Schweiz i tady vyšel sampler a také DVD s názvem Road Trip DVD Vol.1.

### Essah Entertainment
Ke konci roku 2009 se Optik Records transformovaly do vydavatelství Essah Entertainment (sublabel vydavatelství Groove Attack). Prvním počinem tohoto vydavatelství bylo pětistopé EP Was hat SAV da vor? (Co má Savas v plánu?) od Kool Savase, kde se nacházel speciální remix songu Futurama, na kterém hostovali umělci z celého světa, namátkou třeba Havoc z USA, Ceza z Turecka nebo Kaz Money ze Saúdské Arábie.
Začátkem roku 2010 pak vychází album John Bello Story III, které uzavírá tuto populární trilogii, která se mimo jiné vyznačuje tím, že na každém albu je velký počet hostů a také velkým množství klipů, které se ke každému albu natáčí. Toto album dosáhlo na 4. místo v německé hitparádě, což je doposud Savasův největší komerční úspěch.
Ke konci roku 2010 pak ve spolupráci s německou obchodní společností a mobilním operátorem o2 natáčí spolu s Moe Mitchellem videoklip k tracku Sky is the Limit. Song jako takový se dá zadarmo stáhnout.
Na rok 2011 ohlásil Kool Savas své třetí studiové album. Podle předběžných zpráv vyjde 11. listopadu a ponese název Aura. Do budoucna pak plánuje nahrát společné album s Melbeatz (jeho dlouholetá přítelkyně a zároveň i dvorní producentka) a Moe Mitchellem (RnB zpěvák). Také se hovoří o možném kolabo-albu s Azadem, které by navázalo na jejich úspěšné album One, ale vzhledem k tomu, že oba pracují na svých projektech, je tento projekt zatím v nedohlednu...

### Film
Kool Savas si mimo jiné střihl roli Ahmeda ve filmu Thomase Arslanse "Geschwister - Kardesler" (1997).

### Kampaně
2004 se objevil na DVD, které neslo název "Gegen Die Kutur" a vydal ho label Royal Bunker, na tomto projektu se mimo jiné podíleli i lidi jako Sido, Eko Fresh či B-Tight. V roce 2005 se stal hlavní tváří Marketingové kampaně Du Bist Deutschland. Ve stejném roce byl hlavní tváří organizace PETA, která protestuje proti chovu zvířat pro maso (sám Kool Savas je vegetarián).